# Szentlászló
Szentlászló (deutsch Senglasl, kroatisch Laslov) ist eine ungarische Gemeinde im Kreis Szigetvár im Komitat Baranya.

## Geschichte
Szentlászló wurde 1237 erstmals urkundlich erwähnt.

## Sehenswürdigkeiten
- Heimatmuseum (Tájház)
- Károly-Vargha-Büste (Vargha Károly mellszobra), erschaffen von Péter Márkus
- Römisch-katholische Kirche Szent László, erbaut 1812
- Szent-László-Büste (Szent László mellszobra)
- Volkskunstmuseum (Népművészeti Alkotóház és Csuhémúzeum)

## Verkehr
Durch Szentlászló verläuft die Hauptstraße Nr. 67. Der nächstgelegene Bahnhof befindet sich gut 15 Kilometer südlich in Szigetvár.